# Impatiens serrata
Impatiens serrata là một loài thực vật có hoa trong họ Bóng nước. Loài này được Benth. ex Hook. f. & Thomson mô tả khoa học đầu tiên năm 1860.